# Конституционная партия (Испания)
Конституционная партия (исп. Partido Constitucional; также называемая Консервативной партией Сентябрьской революции) — либеральная политическая партия, действовавшая в Испании в период с 1871 по 1880 годы. Во время правления короля Амадея I (1871—1873) она попеременно находилась у власти с Радикально-демократической партией. Стала ядром Либеральной партии, одной из двух «династических» (правящих) партий Испании периода Реставрации.

## История
Конституционная партия была образована в 1871 году после раскола прогрессистов, последовавшего за убийством их лидера генерала Прима, объединив в своих рядах правое крыло Прогрессистской партии под руководством Сагасты и Либеральный союз генерала Серрано.
В течение недолгого правления Амадея I Конституционная партия попеременно с Радикальной партией находилась у власти. В 1874 году, во время диктатуры Серрано во время Первой Испанской республики, Конституционная партия отвечала за значительную часть государственных обязанностей.
В 1875 году, когда в Испании началась Реставрация Бурбонов, Конституционная партия разделилась. Правое крыло во главе с Мануэлем Алонсо Мартинесом приняла нового короля Альфонсо XII и новую конституцию и присоединилась к Консервативной партии премьер-министра Антонио Кановасу дель Кастильо. Остальная часть партии, возглавляемая Сагастой, продолжала защищать Конституцию 1869 года, которая была выражением либеральных завоеваний «Демократического шестилетия».
В 1880 году конституционалисты под руководством Сагасты вместе с некоторыми видными политическими деятелями сформировали Либеральную партию.